# Costa Europa
Costa Europa è stata una nave da crociera che, con questo nome, ha operato per la compagnia di navigazione italiana Costa Crociere.

## Storia

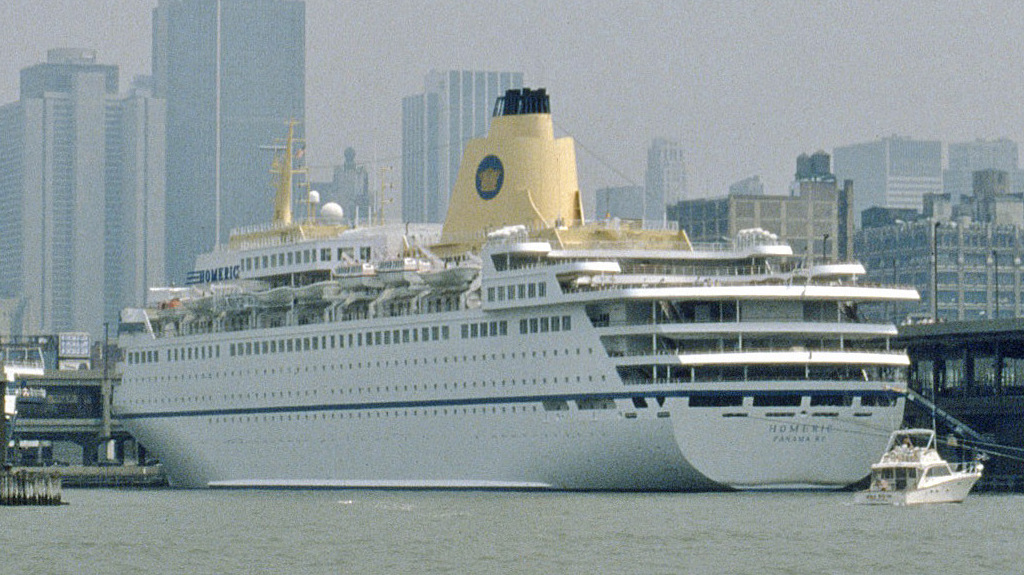
Homeric in servizio per Home Lines a New York nel 1987.

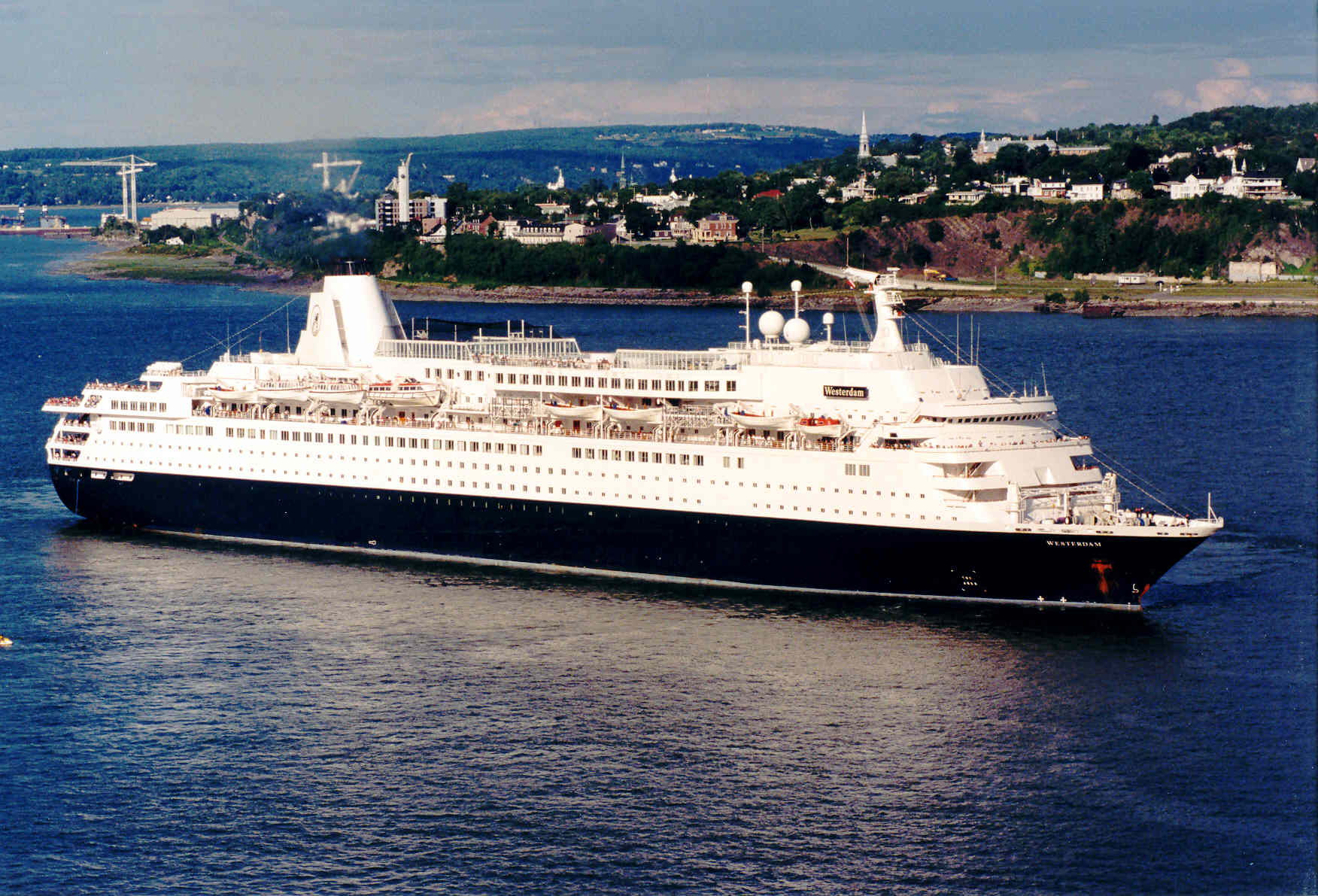
Westerdam in servizio per Holland America Line a Québec nel 1997.

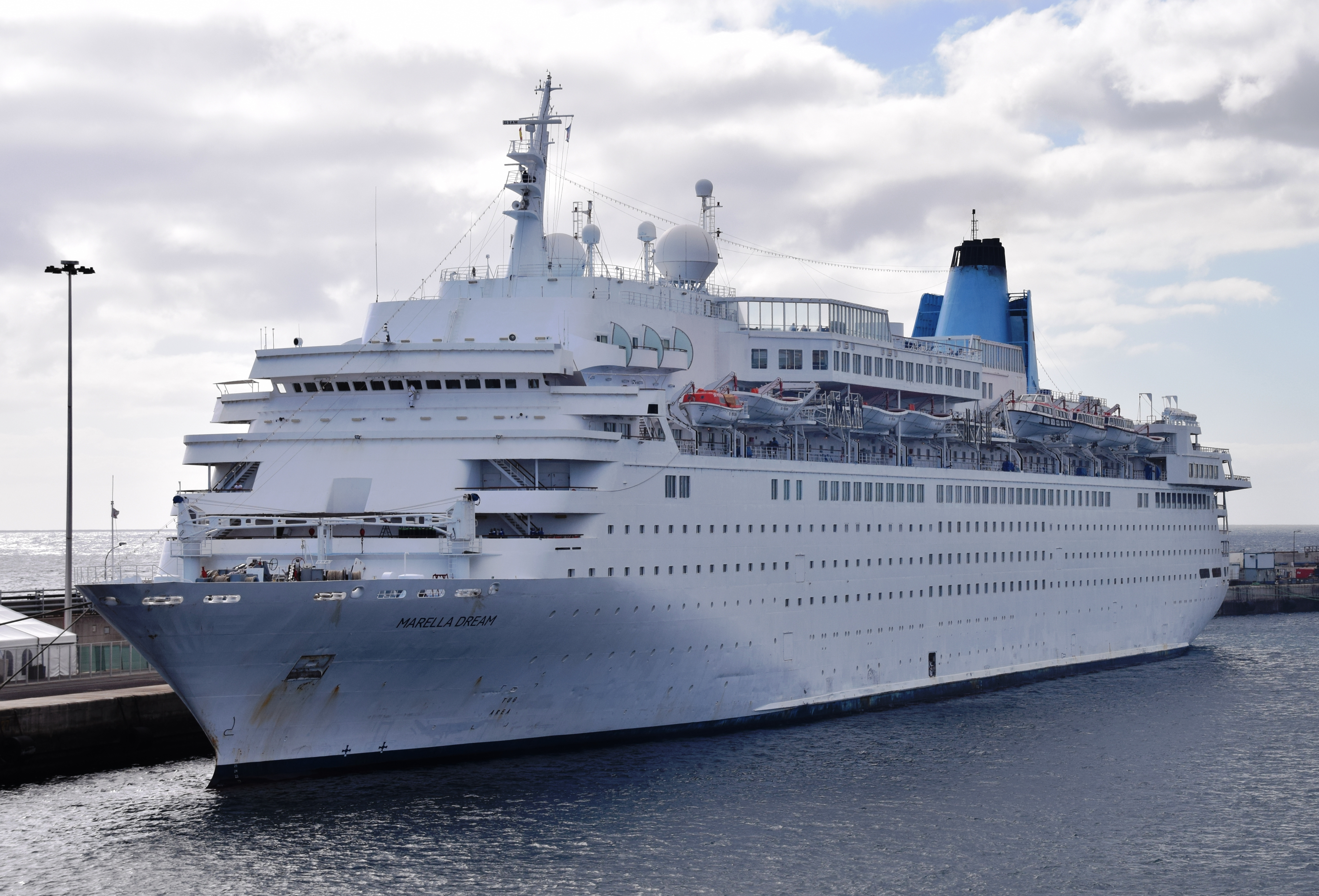
Marella Dream in servizio per Marella Cruises ad Arrecife nel 2019.

La nave fu costruita nel 1986 per la compagnia di navigazione Home Lines con il nome Homeric. Nel 1988 fu venduta alla Holland America Line che, tra l’ottobre 1989 e il marzo 1990, la sottopose a lavori di allungamento che videro l’aggiunta di un troncone di circa 40 metri, passando da una lunghezza di 204 a 243,2 metri ribattezzandola Westerdam. Nel 2002 subì un totale rinnovamento e venne ceduta a Costa Crociere.
Il 29 giugno 2009 Costa Europa è stata venduta, la nave è quindi passata nell'aprile 2010 alla Grand Cruise Investments Unipessoal che la noleggerà alla Thomson Holidays per 10 anni; contestualmente il nome è stato cambiato in Thomson Dream. Nel 2017 ha cambiato nome in Marella Dream.
Durante la pandemia di COVID-19, dei cui effetti il settore crocieristico ha duramente risentito, dopo una lunga sosta al Porto Nuovo (Gazenica) di Zara, dov’era ormeggiata dall’11 luglio, Marella Cruises ne ha deciso il ritiro con un comunicato del 1º ottobre 2020 salpando il 19 ottobre per ancorarsi nella rada della baia di Eleusi il 27 dello stesso mese in attesa di essere demolita ad Aliağa, in Turchia, assieme a Marella Celebration e ad altre navi, in attesa della stessa fine.Nel 2021 venne ribattezzata Ella e finalmente, il 18 Giugno 2022, dopo quasi due anni di attesa nella baia di Eleusi, poté procedere per Aliaga dove è stata spiaggiata per demolizione.

## Caratteristiche
Aveva un totale di 12 ponti e i nove ponti passeggeri erano dedicati ai miti e alle leggende della Grecia antica: Ercole, Auriga, Cassiopea, Orione, Perseo, Andromeda, Pegaso, sirene e Centauri.
Era dotata di 742 cabine e 11 suite (di cui 6 con balcone privato), 4 ristoranti di cui uno, di sera, poteva diventare alla carta su prenotazione, 6 bar, 3 piscine di cui una con copertura semovente, 2 vasche idromassaggio, un campo polisportivo, un tracciato esterno per la corsa, un centro benessere dotato di palestra, piscina e sauna, un teatro su due piani da 750 posti, un casinò, una discoteca, un internet point una biblioteca, un shopping center, uno squok club (squok è la mascotte di Costa Crociere) con piscina cosiddetta "baby" (per bambini).

Per il salvataggio, era dotata di 20 lance (2+6+4+2+4+2).

## Incidenti

### 2010
Il 26 febbraio 2010, alle 4:45 ora locale, durante la manovra di ormeggio alla banchina del porto di Sharm el-Sheikh, a causa di una improvvisa e violenta raffica di vento, la nave urtò la murata del lato di dritta su uno spigolo della banchina, aprendo una falla. L'incidente provocò la morte di tre membri dell'equipaggio (un indiano, un onduregno, e un brasiliano) e il ferimento lieve di tre passeggeri (un italiano e tre donne inglesi) e un primo ufficiale, tale Giovanni Cosini, il quale lavorando in apnea nei locali oramai invasi dall'acqua è riuscito a portare in salvo altri due membri dell'equipaggio. In occasione della Worldwide Conference (conferenza alla quale partecipa il top management mondiale di Costa Crociere) l'a.d. Pier Luigi Foschi ha voluto personalmente premiare l'ufficiale per l'atto eroico ( il 4 settembre 2013, lo stesso ufficiale, divenuto nel frattempo Comandante, è stato premiato con la massima onorificenza civile dal Presidente della Repubblica Albanese Bujar Nishani per il salvataggio in mare di due naufraghi dispersi da giorni ).